# Bella (Marcella Bella)
(L'equilibrista)
Bella, pubblicato nel 1976, è un album della cantante italiana Marcella Bella.

## Il disco
Dall'album fu tratto il singolo Resta cu'mme/Impazzire ti farò, che riportò la cantante siciliana ai primi posti della hit-parade: entrambi i brani furono due dei maggiori successi dell'estate 1976, che vide Marcella piazzarsi al 4º posto al Festivalbar, proprio con la ripresa in chiave dance di Resta cu'mme di Domenico Modugno.
Altro successo dell'album è la sua interpretazione di Mi manca di Umberto Tozzi, cantautore all'epoca emergente, anch'egli prodotto da Ivo Callegari e appartenente alla scuderia CGD.

## Tracce
1. Io sono di nessuno - 4:11 - (Gianni Bella - Giancarlo Bigazzi)
2. Senti (Moça) - 4:04 - (Cristiano Malgioglio - Wando - Antonio Bella)
3. Resta cu'mme - 3:43 - (Domenico Modugno - Dino Verde)
4. Impazzire ti farò - 5:05 - (Gianni Bella - Giancarlo Bigazzi - Nuti)
5. Rendimi il cuore - 3:47 - (Gianni Bella - Giancarlo Bigazzi - Antonio Bella)
6. Parli, parli - 3:47 - (Roberto Soffici - Gian Pieretti)
7. Mi manca - 3:26 - (Umberto Tozzi - Giancarlo Bigazzi)
8. L'equilibrista - 3:57 - (Gianni Bella - Antonio Bella)
9. Se ci pensi - 3:33 - (Oscar Avogadro - Daniele Pace - Elio Isola)

## Formazione
- Marcella Bella – voce
- Mario Lavezzi – chitarra elettrica
- Gigi Cappellotto – basso
- Andy Surdi – batteria
- Oscar Rocchi – tastiera
- Umberto Tozzi – chitarra elettrica
- Vince Tempera – tastiera
- Maurizio Preti – percussioni
- Sergio Farina – chitarra acustica
- Gianni Bella, Mirella Bossi, Lalla Francia, Paola Orlandi – cori